# Mormia riparia
Mormia riparia är en tvåvingeart som först beskrevs av Satchell 1955.  Mormia riparia ingår i släktet Mormia och familjen fjärilsmyggor. Inga underarter finns listade i Catalogue of Life.